# Philipp Otto Runge

Selbstporträt von 1804/05

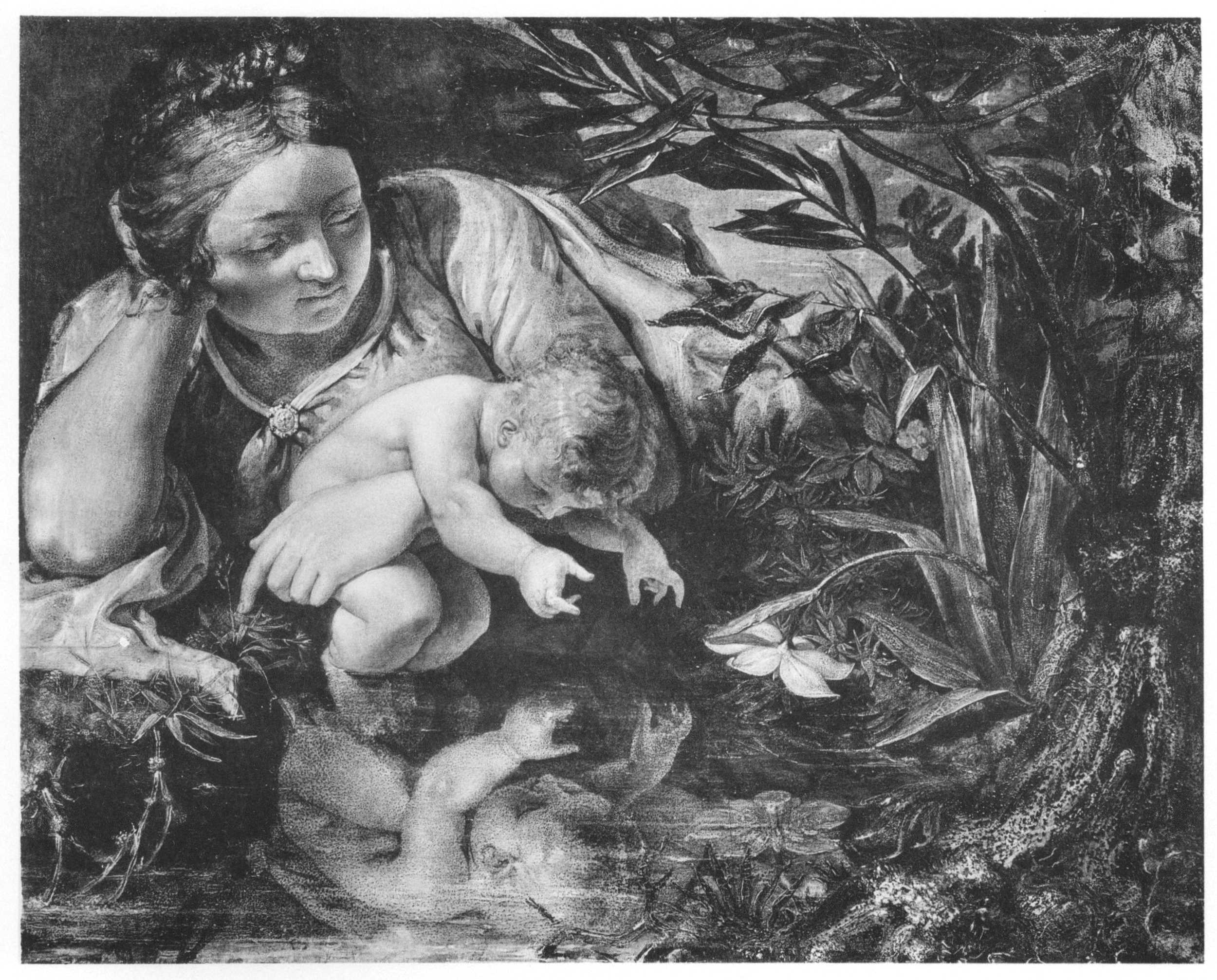
Mutter und Kind an der Quelle (1804, 1931 verbrannt)

Philipp Otto Runge (* 23. Juli 1777 in Wolgast; † 2. Dezember 1810 in Hamburg) war neben Caspar David Friedrich der bedeutendste deutsche Maler der Frühromantik.

## Leben

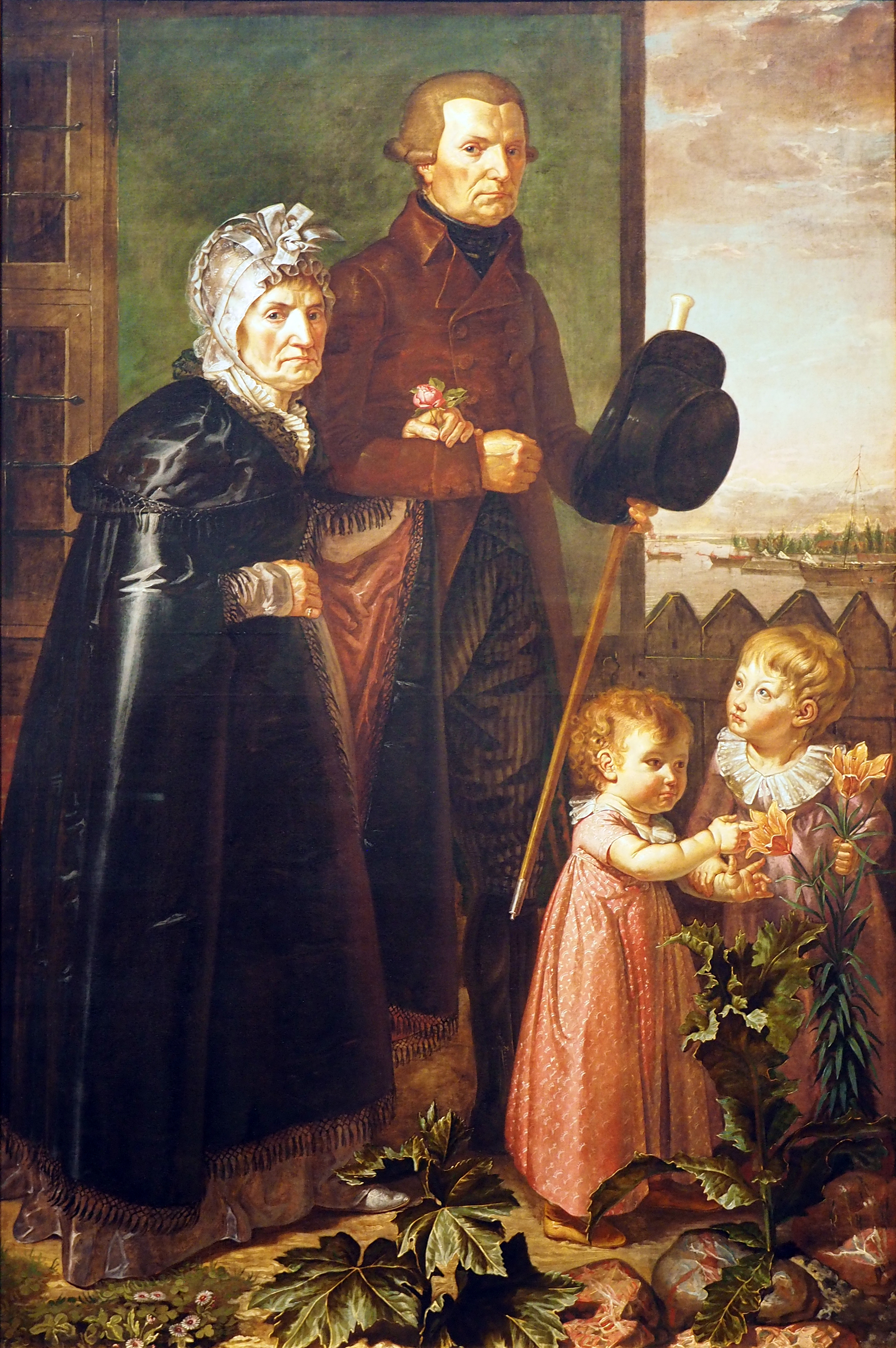
1806: Die Eltern des Künstlers, Hamburger Kunsthalle

Philipp Otto Runge wurde in der See- und Handelsstadt Wolgast in Schwedisch-Pommern als neuntes von elf Kindern der Eheleute Daniel Nikolaus Runge (1737–1825) und Magdalena Dorothea (1737–1818), Tochter des Hufschmieds Daniel Christian Müller, geboren. Elf Kinder bekam das Paar in der Zeit von 1763 bis 1781
Der Großvater väterlicherseits, Nicolaus Runge (1700–1766), entstammte einer Rügener Bauernfamilie, ließ sich nach 1720 in Wolgast nieder und erwarb 1729 das Bürgerrecht. Der Vater des Künstlers, Daniel Nikolaus, war Kaufmann und Reeder.
Das neunte Kind, Philipp Otto, der bereits im frühen Kindesalter an Lungentuberkulose erkrankte, sollte ursprünglich in die Fußstapfen seines Vaters treten, konnte aber seinen Wunsch, Maler zu werden, durchsetzen.
1789 besuchte Runge die Wolgaster Schule, deren Leiter Ludwig Gotthard Kosegarten war. 1792 erkrankte Runge schwer und zog mit seinem ältesten Bruder Daniel 1795 nach Hamburg, um in dessen „Kommissions- und Speditionshandlung“ eine Kaufmannslehre zu beginnen. Der Freundeskreis seines Bruders, dem unter anderem der Dichter Matthias Claudius, der Verleger Justus Perthes und der Kunstsammler Johannes Michael Speckter angehörten, sowie seine Begegnung mit Friedrich Gottlieb Klopstock regten Runge zum Zeichnen und zum Studium der Autoren der Antike an.
Nach erstem Zeichenunterricht 1797 durch Heinrich Joachim Herterich und Gerdt Hardorff d. Ä. in Hamburg studierte er in den Jahren 1799 bis 1801 an der kgl. Akademie in Kopenhagen bei Jens Juel sowie Akt und Antikenkopie, Freihandzeichnen, Anatomie, Geometrie und Perspektive bei Nicolai Abildgaard, einem Lehrer Thorvaldsens. Hiernach studierte er von 1801 bis 1804 bei Anton Graff in Dresden an der Kunstakademie, wo er Kontakt zu den Romantikern, vor allem zu Caspar David Friedrich und Johann Gottfried Quistorp, aufnahm. Der Dichter Ludwig Tieck, den er in Dresden kennenlernte, vermittelte ihm die Mystik Jakob Böhmes und machte ihn mit den Anschauungen Novalis’ vertraut.
Auf einer Reise vom 14. bis 19. November 1803 nach Weimar traf Runge am 15. November auf Johann Wolfgang von Goethe bei Christian Gottlob von Voigt und besuchte am 17. und 18. November den Dichter gemeinsam mit Ludwig Tieck jeweils zum Mittagstisch im Haus am Frauenplan. Runge und Goethe führten während ihrer Treffen lange Kunstgespräche. In Verbindung blieben beide dadurch, dass Runge am 26. April 1806 an Goethe Zeichnungen und Stiche zu seinem Zyklus Die vier Tageszeiten sowie Schriften zur Farbsymbolik übersandte. Daraus entwickelte sich ab 2. Juni 1806 bis zu Runges Tod ein aufschlussreicher, brieflicher Gedankenaustausch über das Wesen der Farben.

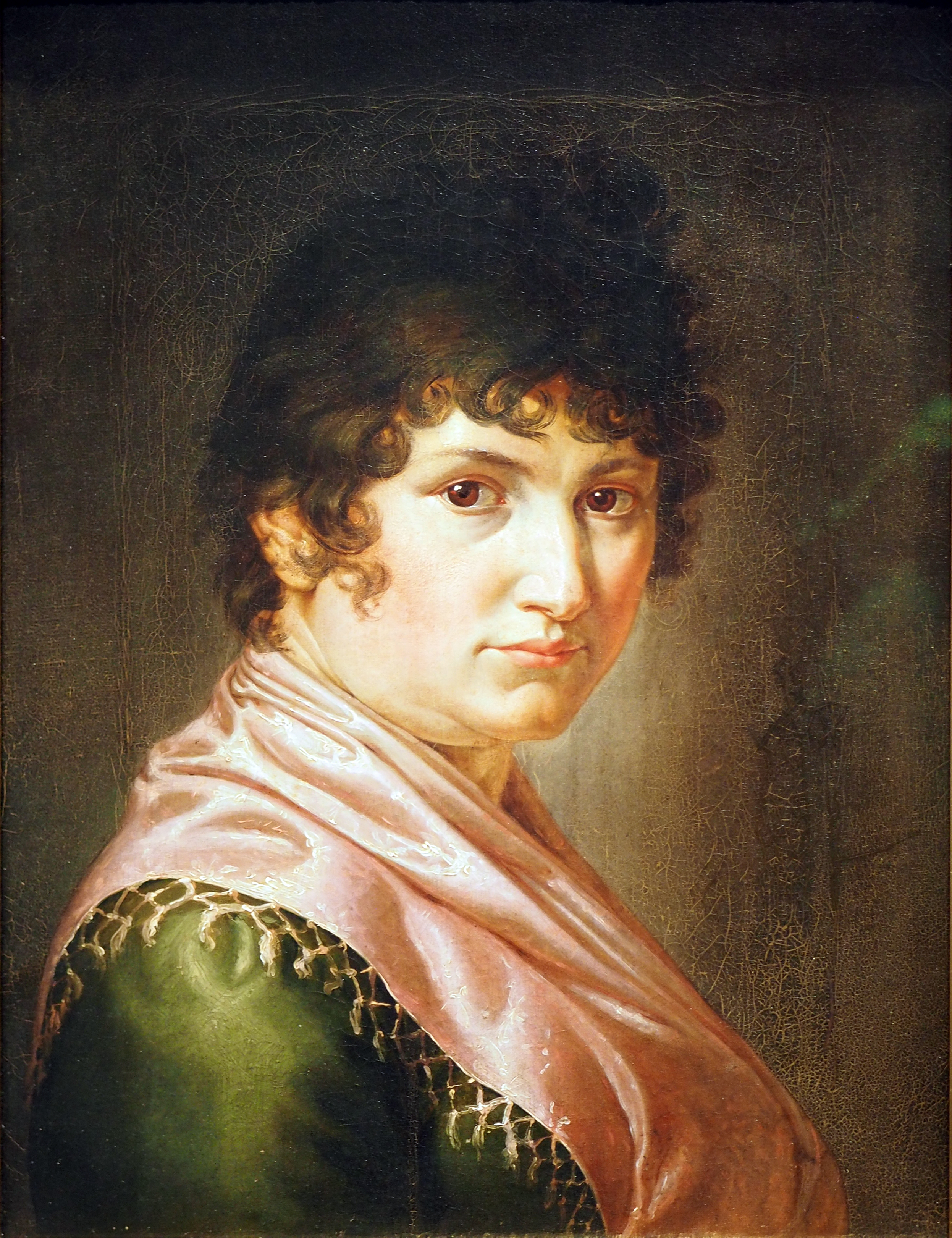
1810: Pauline, die Ehefrau des Künstlers

Im Sommer 1801 begegneten sich Philipp Otto Runge und Pauline Susanna Bassenge (* 18. September 1785 in Dresden; † 26. April 1881 in Hamburg) in Dresden zum ersten Mal. Die Tochter des Handschuhfabrikanten Charles Frédéric Bassenge hugenottischer Abstammung war zu dem Zeitpunkt noch keine sechzehn Jahre alt. Der Vater lehnte anfangs die Verbindung seiner Tochter mit Runge entschieden ab – erst im April 1803 stimmte er einer Verlobung zu. Am 3. April 1804 heirateten Pauline und Philipp Otto in Dresden. Das Ehepaar siedelte nach Hamburg über. Sie bekamen vier Kinder:
Otto Sigismund (30. April  1805–16. März 1837 Bildhauer),
Maria Dorothea (26. Juni 1807–1881 verh. Behrmann),
Gustav Ludwig Bernhard (10. April 1809–1883 Dreslermeister),
Philipp Otto (3. Dezember 1810–2. Dezember 1893 Kaufmann und Versicherungsmakler). Der jüngste Sohn wurde am Tag nach Runges Tod geboren und erhielt die Vornamen seines Vaters.

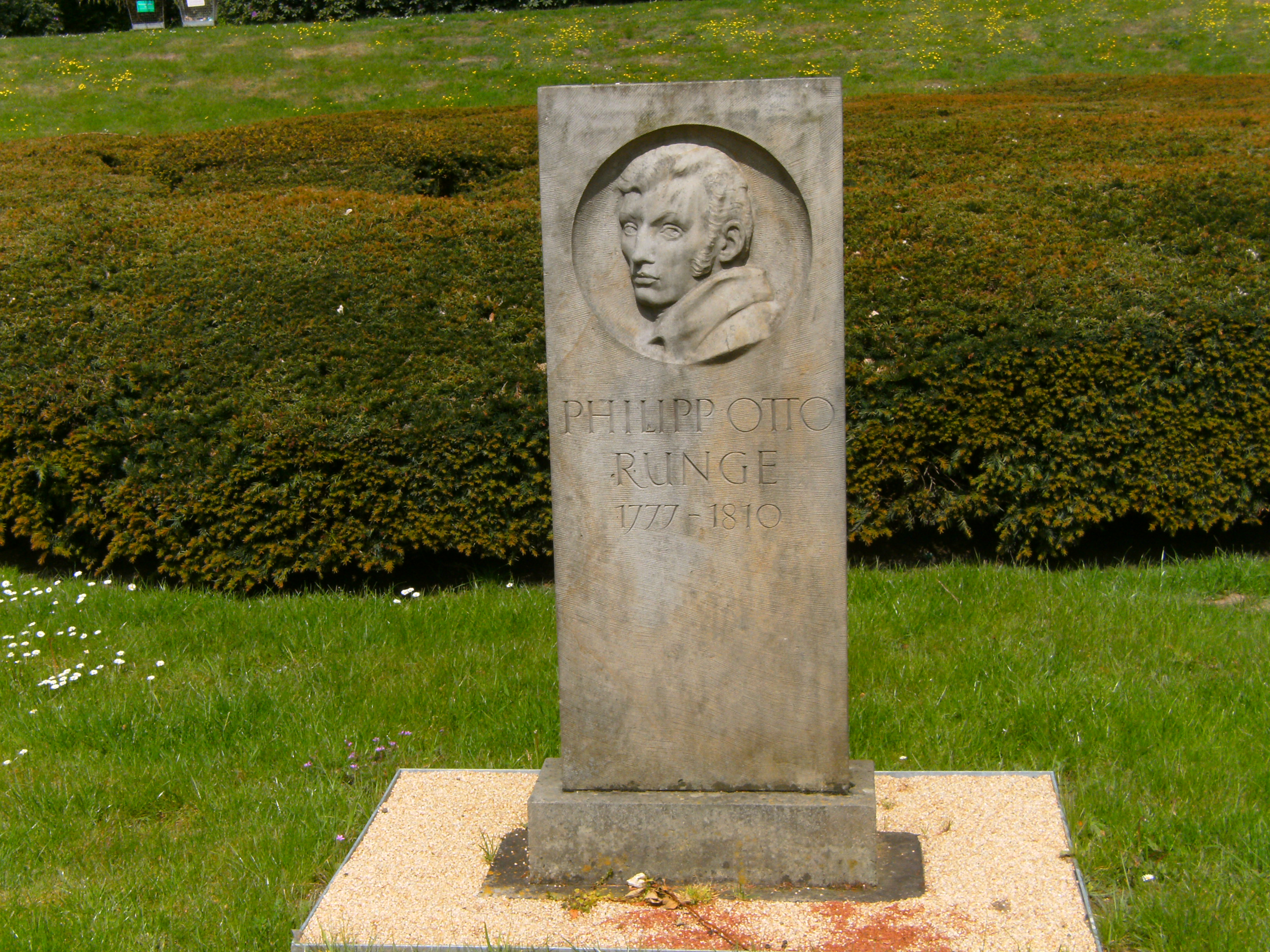
Grab von Philipp Otto Runge und seiner Frau Pauline (seit 1935)

Philipp Otto Runge starb an Tuberkulose und wurde im Erbbegräbnis des Buchhändlers Friedrich Perthes auf dem St. Petri-Begräbnisplatz vor dem Dammtor beigesetzt, ebenfalls seine Frau Pauline, die am 26. April 1881 im Alter von 96 Jahren gestorben ist und ihren Mann um mehr als 70 Jahre überlebt hatte. Nach der Aufhebung der Dammtorfriedhöfe wurden sie 1935 auf den Ohlsdorfer Friedhof umgebettet. Dies wurde von dem Chronisten und Rechtsanwalt Hans W. Hertz dokumentiert. Philipp Otto Runge und Pauline haben ein Ehrengrab an dem Kreuzungspunkt des Althamburgischen Gedächtnisfriedhofes (Grablage Q 6, Grab Nr. 15). Das Grabmal mit dem Porträt-Relief Runges wurde in den Jahren 1953/54 von dem Wedeler Bildhauer Egon Lissow (1926–1990) geschaffen, der seinerzeit der Leiter des Hamburger Friedhofskulturdienstes war.
1808 wurde Runge Ehrenmitglied der Patriotische Gesellschaft.

## Arbeiten
Zeitlebens betrieb Runge das Kunsthandwerk des Scherenschnitts und sandte Goethe zum Beispiel zahlreiche Blumen für die Zimmerdekoration samt Anleitung zur Anbringung und Aufbewahrung der Schnitte. Einige Zeitgenossen wussten seine Scherenschnitte zu schätzen. So bewunderte Johanna Schopenhauer seine Silhouetten so sehr, dass sie selbst versuchte, in Runges Manier zu schneiden. 1805 gelang ihm der künstlerische Durchbruch mit Radierungen zu seinen Scherenschnitten in dem Zyklus Die Zeiten. Dieser erschien in einer ersten Auflage von 25 Stück. Ein Exemplar erwarb Goethe und schmückte damit sein Musikzimmer mit der Beurteilung: „zum rasend werden, toll und schön zugleich.“

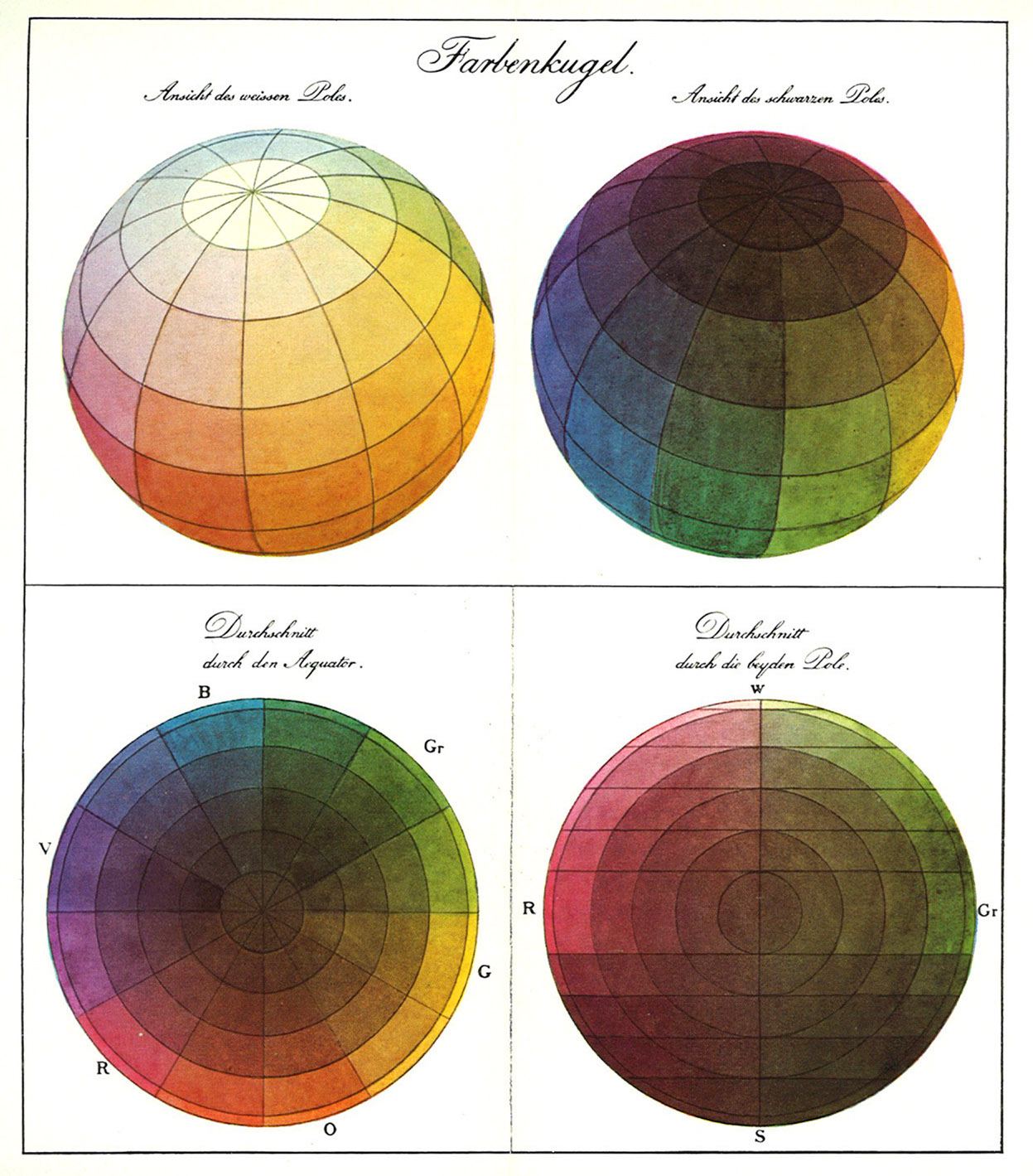
Runges Farbenkugel

Runge, der gegen die akademische, von einem Sujet ausgehende Malerei opponierte, ist neben Friedrich der bedeutendste Maler norddeutscher Romantik. Er vertritt zusammen mit Friedrich die Norddeutsche Frühromantik. Stärker als Friedrich beschäftigte ihn das Figurenbild und vor allem als Porträtist schuf er Beachtliches (Die Hülsenbeckschen Kinder, 1806). Als Kunsttheoretiker äußerte er für die damalige Zeit revolutionäre Gedanken und entwickelte in seinen „Hinterlassenen Schriften“ seine romantische Kunstkonzeption. Inspiriert von Ludwig Tiecks Künstlerroman Franz Sternbalds Wanderungen entwickelte Runge eine spekulative Auffassung von der „Landschaft“ als großer „Hieroglyphe“, d. h. Allegorie oder Symbol (Beispiele: Die zwei Fassungen von Der Morgen, Arions Meerfahrt, Die Zeiten). Nach Runge konnte die „tiefste Mystik der Religion“ nur in der neuen Kunst einer ihm vorschwebenden speziellen „Landschafterey“ ausgedrückt werden, die den Kern seiner romantischen Kunstkonzeption ausmacht. Runge war von der Vision beseelt, Malerei, Dichtung, Musik und Architektur in einem Gesamtkunstwerk zu vereinen und betrat damit künstlerisches Neuland.
Runges Landschaft und sein Konzept, die gesamte Umgebung des Menschen künstlerisch zu gestalten, machen ihn zum Vorbereiter des Gesamtkunstwerks. Für die deutsche Literatur leistete Runge Beiträge, indem er mehrere Gedichte verfasste. Er schrieb die beiden Märchen Van den Machandelboom und Van den Fischer und siine Fru und stellte sie den Brüdern Grimm zur Verfügung.
Runge wurde zur Romanfigur in Der Butt von Günter Grass. Mit Clemens Brentano führte Runge einen Briefwechsel, der 1974 als Buch veröffentlicht wurde, herausgegeben von Konrad Feilchenfeldt.

## Werke

Die kleine Perthes
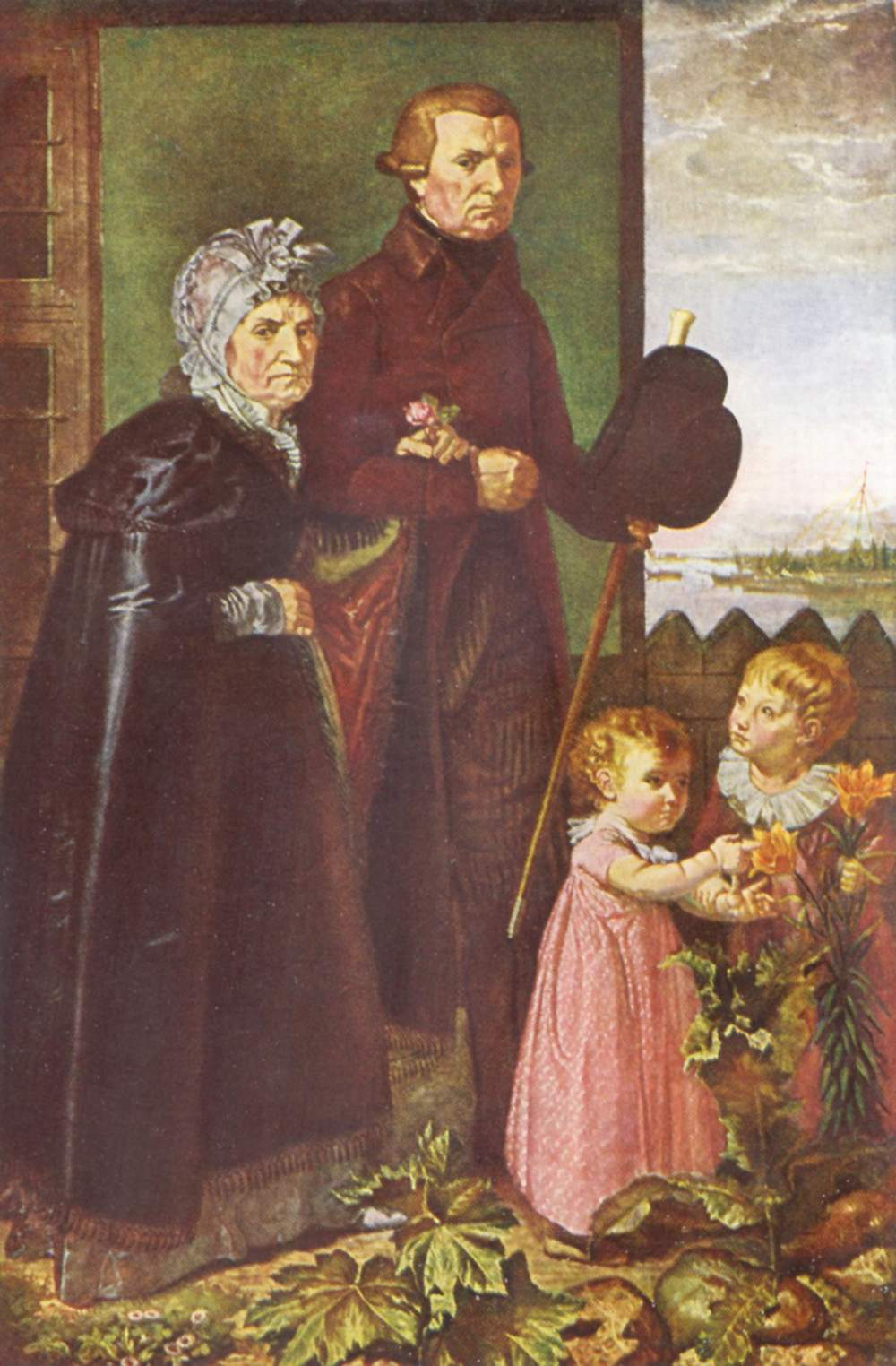
Die Eltern des Künstlers
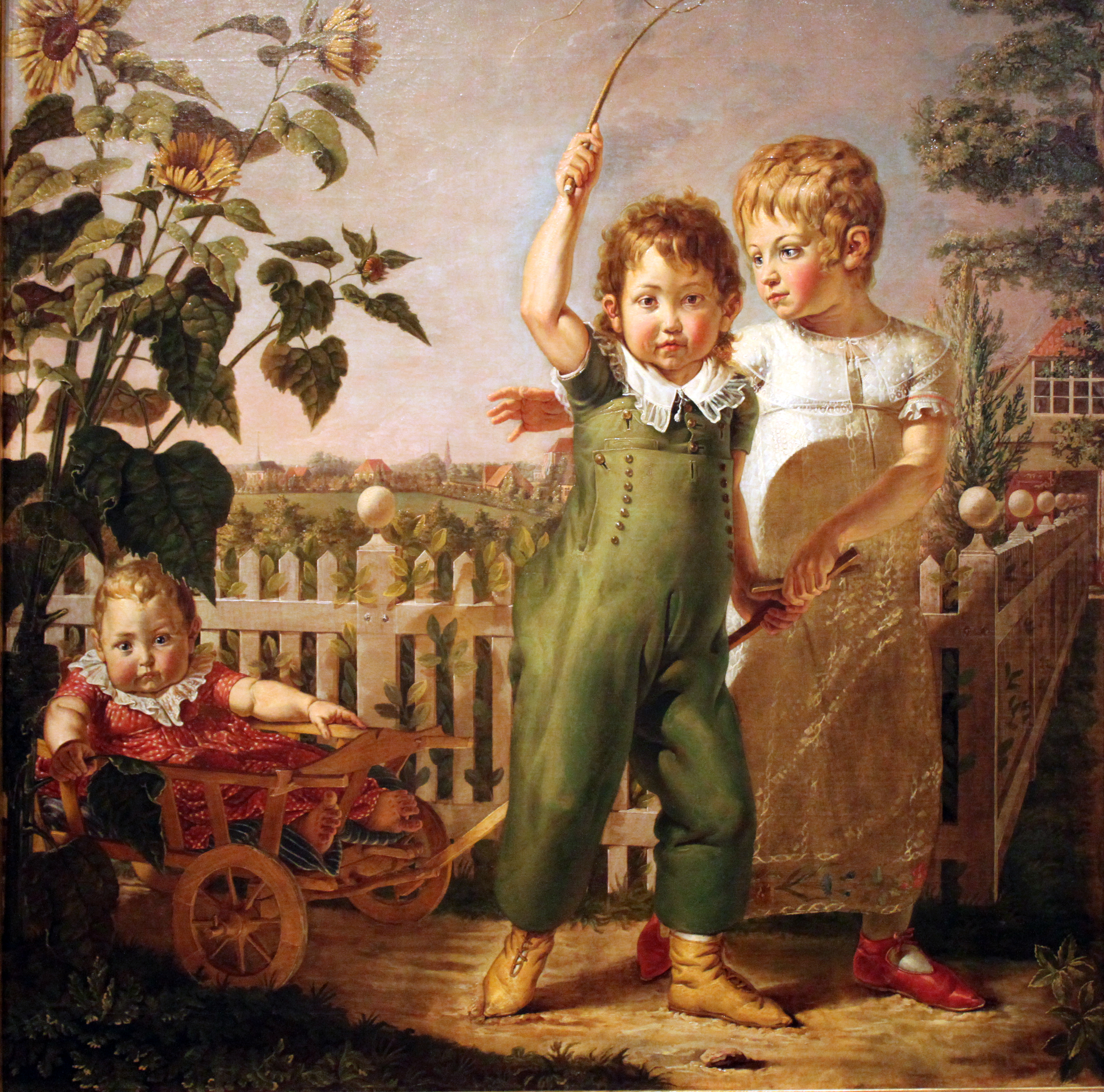
Die Hülsenbeckschen Kinder, 1805, Hamburger Kunsthalle
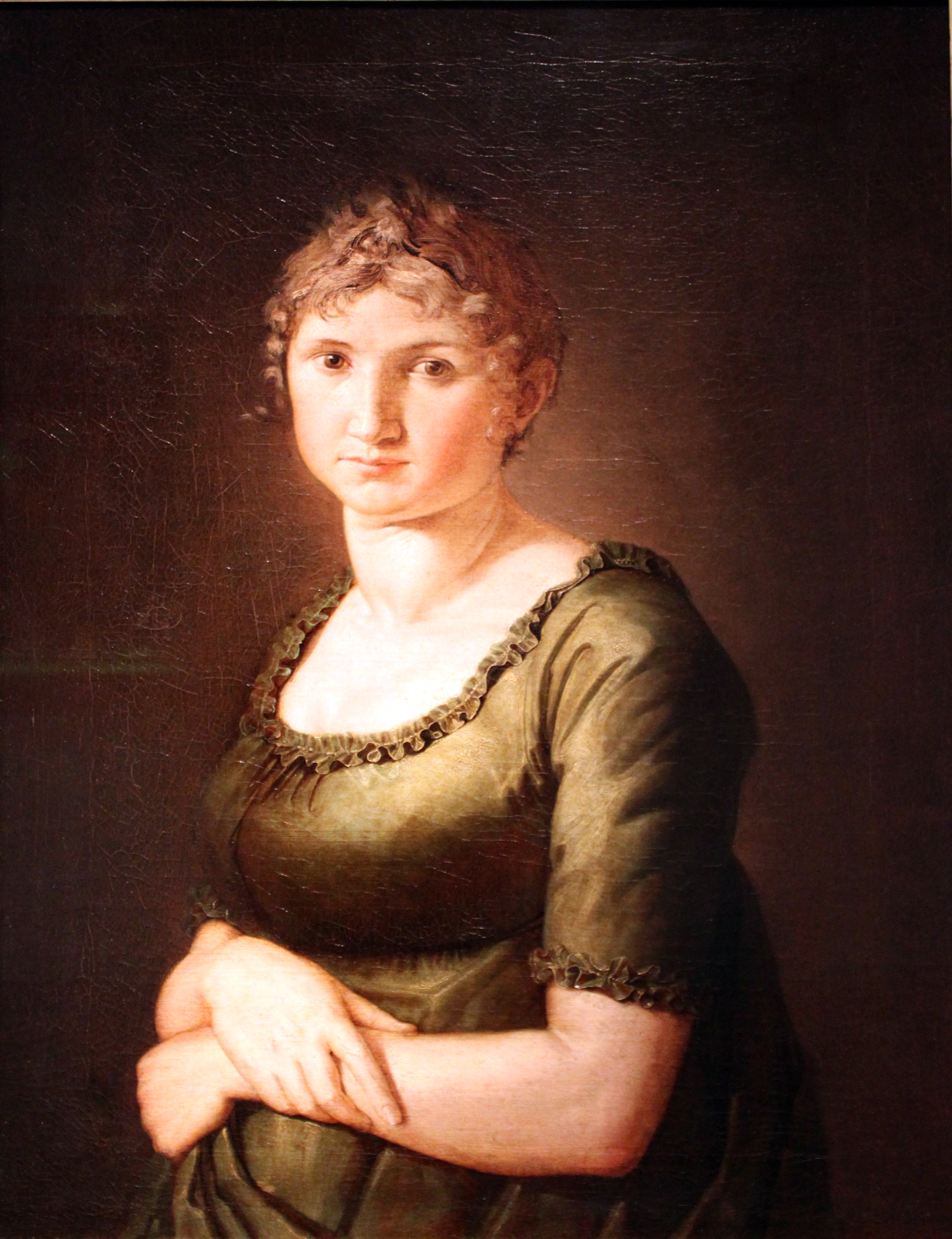
Pauline im grünen Kleid, 1805, Hamburger Kunsthalle
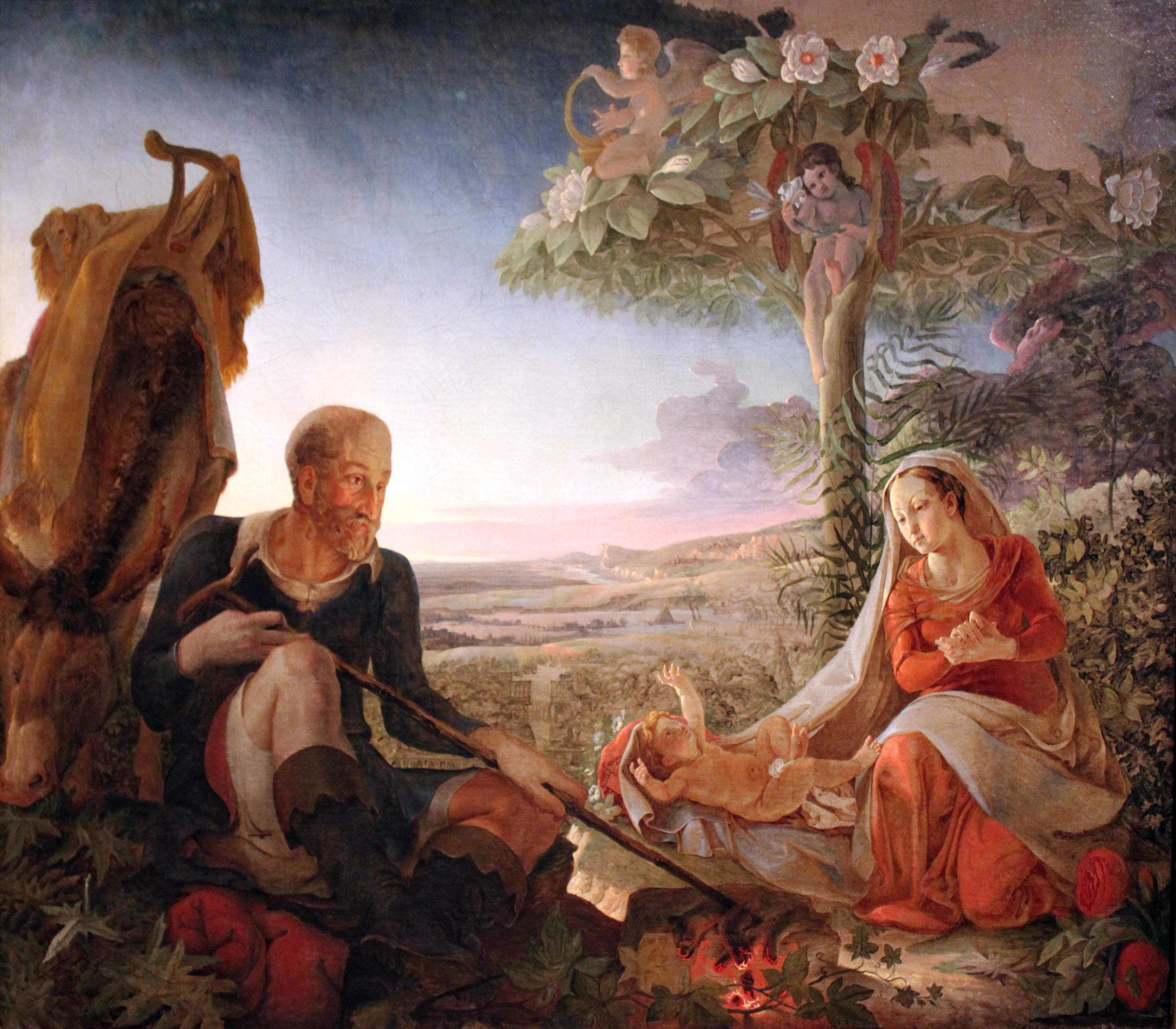
Ruhe auf der Flucht nach Ägypten, 1805, Hamburger Kunsthalle
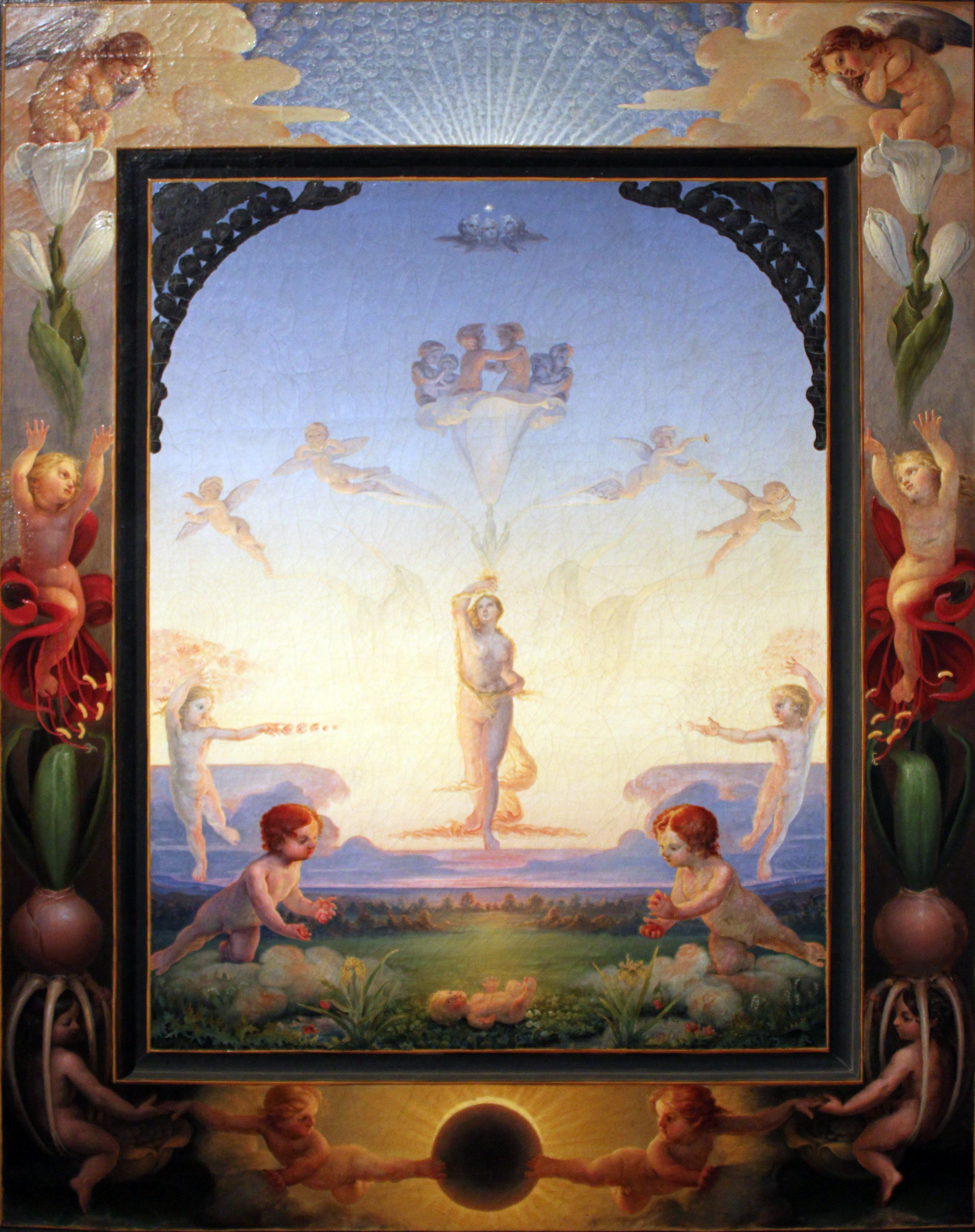
Der Morgen, 1808, Hamburger Kunsthalle

Drei bedeutende Werke von Runge wurden 1931 beim Großbrand des Münchner Glaspalastes zerstört. In der Hamburger Kunsthalle, wo 1977/78 die Ausstellung Runge und seine Zeit stattfand, befindet sich fast das gesamte erhaltene Werk Runges. Einige seiner Werke sind auch im Besitz des Kulturhistorischen Museums der Stadt Stralsund und im Pommerschen Landesmuseum Greifswald erhalten geblieben. Aus Anlass seines 200. Todestages am 2. Dezember 2010 wurde in der Hamburger Kunsthalle die Ausstellung Kosmos Runge. Der Morgen der Romantik eröffnet. Anschließend ging die Ausstellung in die Kunsthalle der Hypo-Kulturstiftung in München.

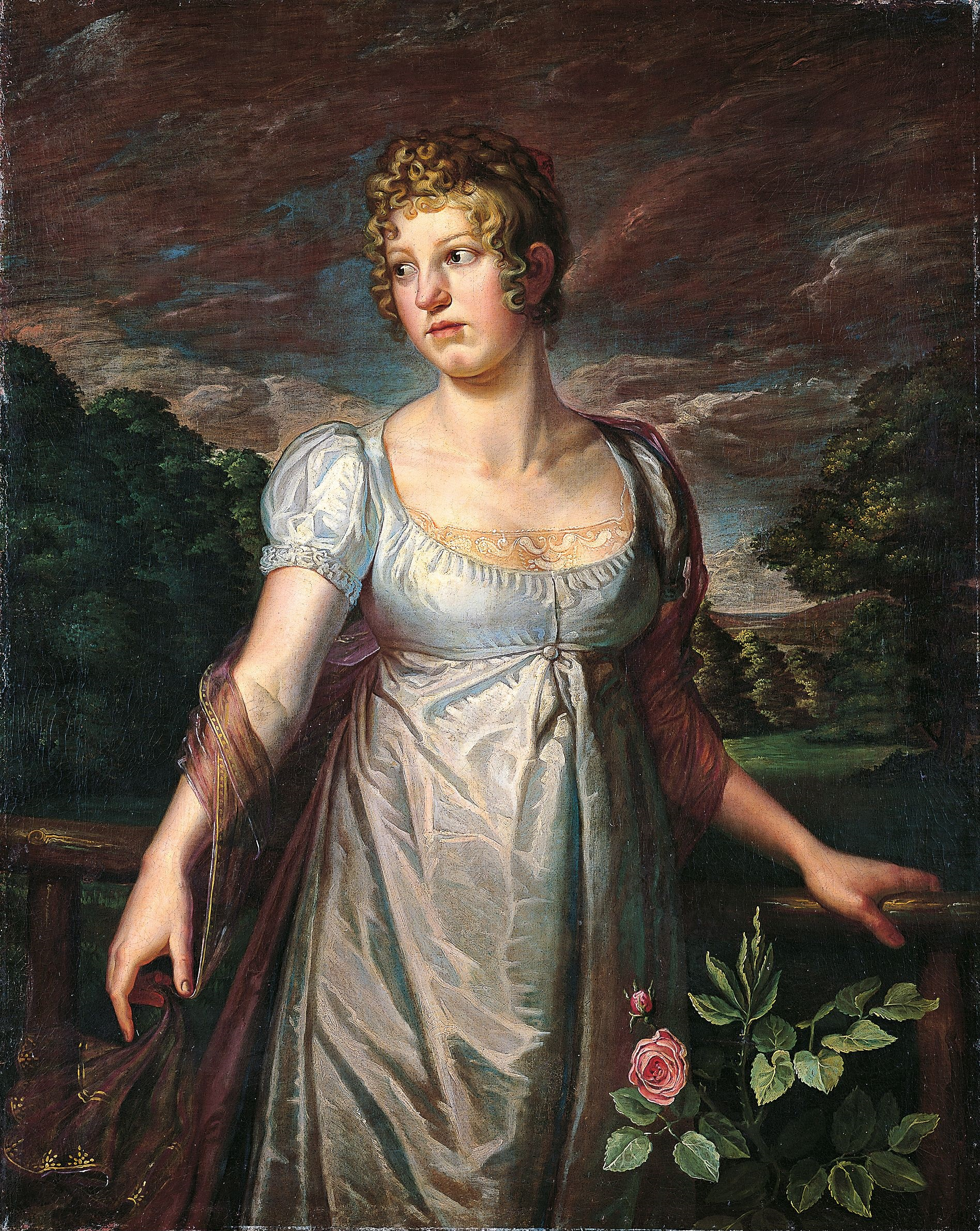
Bildnis der Wilhelmina Sophia Helwig (1807) (Nichte des Künstlers, gest.1820)

- mehrere Selbstporträts (1799, 1802, 1806, 1810)
- Vier Tageszeiten
- Triumph des Amor (1800)
- Die Heimkehr der Söhne (1800)
- Kupferstich-Illustrationen zu Ludwig Tiecks Minnelyrik-Edition Minnelieder aus dem schwäbischen Zeitalter (1803)
- Quelle und Dichter, (1805)
- Die Zeiten (Vier Kupferstichvorlagen, 1803)
- Die Lehrstunde der Nachtigall nach einer Ode von Klopstock (1. Fassung 1803, (1931 im Glaspalast verbrannt); 2. Fassung 1805)
- Mutter und Kind an der Quelle (1804, 1931 verbrannt)
- Pauline im grünen Kleid (1805)
- Wir Drei (1805; zeigt den Maler, seine Frau und seinen Bruder Daniel, 1931 verbrannt)
- Die kleine Perthes (1805)
- Die Hülsenbeckschen Kinder (1805/1806)
- Die Ruhe auf der Flucht (1805/1808)
- Petrus auf dem Meer (1806/1807 bei seiner Familie in Wolgast)
- Der kleine Morgen (1808; ein Ausschnitt des Gemäldes erschien auf einer 1977 zu Ehren von Runges 200. Geburtstag von der Deutschen Bundespost herausgegebenen Briefmarke)
- Der große Morgen (ab 1808, unvollendet)
- Arions Meerfahrt (1809)
- Die Gänsemagd
- zahlreiche Scherenschnitte

## Ausstellungen
- 1977/1978: Runge in seiner Zeit, Hamburger Kunsthalle
- 2010: Die Geburt der Romantik in Pommern: Friedrich, Runge, Klinkowström, Pommersches Landesmuseum, Greifswald[11]
- 2010/2011: Kosmos Runge. Der Morgen der Romantik, Hamburger Kunsthalle, Hamburg[12] anschließend Kunsthalle der Hypo-Kulturstiftung, München
- 2019: Hamburger Schule – Das 19. Jahrhundert neu entdeckt (12. April bis 14. Juli), Hamburger Kunsthalle

## Schriften und Briefe
- Hinterlassene Schriften. Hrsg. von Johann Daniel Runge. 2 Teile. Friedrich Perthes, Hamburg 1840–41 (Teil 1 enthält Aufsätze zur Kunst und literarische Arbeiten, Teil 2 den Briefwechsel mit Brentano, Arnim, Goethe und Tieck)
  - Teil 1.1840 (Digitalisat)
  - Teil 2.1841 (Digitalisat)
- Phillip Otto Runges Briefwechsel mit Goethe. Hrsg. von Hellmuth von Maltzahn. Weimar 1940.
- Clemens Brentano – Philipp Otto Runge: Briefwechsel. Hrsg. von Konrad Feilchenfeldt. Frankfurt/M. 1974.
- Briefe und Schriften. C. H. Beck, München 1982, ISBN 3-406-08534-2.
- Farbenkugel. Konstruktion des Verhältnisses aller Mischungen der Farben zueinander und ihrer vollständigen Affinität; mit Notizen zur Farbe und dem Briefwechsel mit Goethe. Stuttgart-Bad Cannstatt 1999. – Digitalisat der Ausgabe von 1810 im Verlag Perthes, Hamburg, Digitale Sammlungen der Universitätsbibliothek Frankfurt am Main, 2012, urn:nbn:de:hebis:30:2-46520.
- Mit Jacob Grimm, Wilhelm Grimm: Von dem Machandelboom – Von dem Fischer un syner Fru. Zwei Märchen textkritisch herausgegeben und kommentiert von Heinz Rölleke. Wissenschaftlicher Verlag Trier, Trier 2008, ISBN 978-3-86821-045-3.
- Briefe über Kunst. Hrsg. von Peter Betthausen. Leipzig 2010.